# Batalla de Day's Gap
La Batalla de Day's Gap, ocurrida el 30 de abril de 1863, fue la primera de las escaramuzas de la guerra civil estadounidense que se dieron en el condado de Cullman, en Alabama, que duró hasta el 2 de mayo, conocida como Streight's Raid. El coronel Abel Streight comandaba las fuerzas de la Unión mientras que las fuerzas confederadas estaban dirigidas por el general de brigada Nathan Bedford Forrest.

## Antecedentes
El objetivo de la incursión de Streight era cortar el ferrocarril occidental y del Atlántico que suministraba al ejército confederado de Braxton Bragg en el Medio Tennessee. Empezando en Nashville, Tennessee; Streight y sus hombres viajaron a Eastport, Misisipi, y luego hacia el este en dirección a Tuscumbia, Alabama. El 26 de abril de 1863, Streight dejó Tuscumbia y marchó hacia el sudeste. Los movimientos iniciales de Streight fueron custodiados por las tropas del General de Brigada de la Unión, Greenville Dodge.

## Batalla
El 30 de abril en Day's Gap en Sand Mountain, Forrest atrapó a la expedición de Streight y atacó su retaguardia. Los hombres de Straight consiguieron rechazar este ataque y como resultado continuaron su marcha para evitar nuevos retrasos y envolturas causadas por las tropas confederadas.

## Consecuencias
Esta batalla fue el principio de una cadena de escaramuzas y conflictos en Crooked Creek (30 de abril), Hog Mountain (30 de abril), Blountsville (1 de mayo), Black Creek/Gadsden (2 de mayo), y Blount's Plantation (2 de mayo). Finalmente, el 3 de mayo, Forrest rodeó a los agotados hombres de Streight tres millas al este de Cedar Bluff, Alabama, y forzó su rendición. Fueron enviados a la prisión de Libby, en Richmond, Virginia. Streight y algunos de sus hombres escaparon el 9 de febrero de 1864.